# Doornhaai
De doornhaai (Squalus acanthias), ook wel speerhaai, spoorhaai of stekelhaai, is een haai uit de familie van de doornhaaien (Squalidae) en behoort tot de orde van doornhaaiachtigen (Squaliformes).

## Kenmerken
De naam dankt het dier aan de stekels bij de voorrand van de rugvinnen, waarmee hij pijnlijke steekwonden kan toebrengen. De vis kan maximaal 160 centimeter lang en 9100 gram zwaar worden. De hoogst geregistreerde leeftijd is 75 jaar.

## Leefwijze
De kenmerkende stekels aan de voorkant van beide rugvinnen zijn verdedigingswapens, die lastig kunnen zijn voor een visser die een doornhaai in de netten krijgt. Verder zijn doornhaaien ongevaarlijk. Deze kleine haai jaagt vooral in grote scholen op vrijzwemmende vis (voornamelijk zandspiering), maar lust ook wel kreeftachtigen, inktvissen en zeeanemonen.

### Voortplanting
Deze soort is eierlevendbarend. De draagtijd is bijna twee jaar, wat erg lang is voor een haai.

## Leefomgeving
De doornhaai komt voor in zeewater en brak water. De vis prefereert een gematigd klimaat en komt voor in de Grote en Atlantische Oceaan. Bovendien komt de doornhaai voor in de Middellandse Zee en Noordzee. Doornhaaien leven op de zeebodem op een diepte van 0 tot 1460 meter.

## Relatie tot de mens
In Noorwegen werd in de winter op doornhaaien gevist door trawlers en met behulp van lijnen met haken. Het gerookte vlees werd ook wel verkocht als 'zeepaling', en is onder meer in Duitsland (als 'Schillerlocken') zeer geliefd.
In 1974 werd in de Noord-Amerikaanse wateren 27.400 ton aan doornhaai gevangen. Deze hoeveelheid daalde snel naar 5900 ton gedurende de jaren 1980. In de jaren 1990 steeg de gevangen hoeveelheid weer naar 28.000 ton.
De doornhaai was dus voor de beroepsvisserij van aanzienlijk economisch belang. In de hengelsport wordt er weinig op de vis gejaagd. In de jaren 1990 werd de doornhaai sterk overbevist, in korte tijd bleek dat 75% van de volwassen vrouwtjes (die voor de nieuwe aanwas moeten zorgen) was weggevangen. In het noorden van de Atlantische Oceaan is de omvang van de populatie met minstens 95% gedaald (een factor 20 minder) door overbevissing. Helaas ontbraken aanvankelijk effectieve vangstbeperkingen. Voor de wateren van de landen van de Europese Gemeenschap gelden sinds 1999 visquota (Total Allowable Catches, TAC's). Deze visquota (TAC's) golden alleen voor bepaalde zeegebieden en ze waren eerst ruim boven wat werkelijk werd gevangen, dus eigenlijk zinloos. In 2009 is het visquotum strenger gesteld op rond de 1400 ton voor deze gebieden. De visserijcommissie van de Europese gemeenschap wil in 2010 de vangsten in deze gebieden geheel verbieden (visquotum = 0 ton). 

De doornhaai is zeer kwetsbaar voor overbevissing, zoals bijna alle soorten haaien. Haaien zijn draagkrachtstrategen en hebben, zeker in vergelijking tot gewone (been-)vissen, betrekkelijk weinig nakomelingen. Deze haaiensoort is inmiddels op de internationale Rode Lijst van de IUCN beland en heeft de status kwetsbaar (vulnerable).

## Doornhaai in de Iconographia Zoologica van de Universiteit van Amsterdam (1700-1880)